# Mistrzostwa Polski w Skokach Narciarskich 1965
40. Mistrzostwa Polski w Skokach Narciarskich – zawody o mistrzostwo Polski w skokach narciarskich, które odbyły się w dniach 20-21 lutego 1965 roku na Średniej i Wielkiej Krokwi w Zakopanem.
W konkursie indywidualnym na skoczni normalnej zwyciężył Andrzej Sztolf, srebrny medal zdobył Józef Kocyan, a brązowy – Piotr Wala. Na dużym obiekcie najlepszy okazał się Sztolf przed Józefem Przybyłą i Ryszardem Witke.

## Wyniki

### Konkurs indywidualny na normalnej skoczni (20.02.1965)
| Miejsce | Zawodnik            | Klub              | Skok 1 | Skok 2 | Punkty |
| ------- | ------------------- | ----------------- | ------ | ------ | ------ |
| 1.      | Andrzej Sztolf      | AZS Zakopane      | 63,5   | 69,0   | 228,1  |
| 2.      | Józef Kocyan        | LKS Wisła Istebna | 62,5   | 72,5   | 220,9  |
| 3.      | Piotr Wala          | KKS Bielsko-Biała | 73,5   | 66,5   | 218,0  |
| 4.      | Józef Przybyła      | WKS Zakopane      | 71,5   | 68,5   | 216,1  |
| 5.      | Ryszard Witke       | Śnieżka Karpacz   | 68,5   | 68,0   | 213,7  |
| 6.      | Jan Kawulok         | Start Wisła       | 60,5   | 67,0   | 212,6  |
| 7.      | Stanisław Murzyniak | WKS Zakopane      | 62,5   | 67,0   | 212,1  |
| 8.      | Jerzy Kuroczka      | SNPTT Zakopane    | 71,5   | 66,5   | 211,2  |

W konkursie wzięło udział 42 zawodników.

### Konkurs indywidualny na dużej skoczni (21.02.1965)
| Miejsce | Zawodnik        | Klub                  | Skok 1 | Skok 2 | Punkty |
| ------- | --------------- | --------------------- | ------ | ------ | ------ |
| 1.      | Andrzej Sztolf  | AZS Zakopane          | 91,5   | 93,0   | 227,8  |
| 2.      | Józef Przybyła  | WKS Zakopane          | 91,5   | 94,0   | 226,2  |
| 3.      | Ryszard Witke   | Śnieżka Karpacz       | 91,0   | 91,0   | 220,2  |
| 4.      | Piotr Wala      | KKS Bielsko-Biała     | 88,0   | 89,5   | 214,4  |
| 5.      | Józef Kocyan    | LKS Wisła Istebna     | 89,5   | 89,5   | 213,5  |
| 6.      | Jan Pezda       | BBTS Bielsko-Biała    | 85,5   | 87,0   | 209,3  |
| 7.      | Wiktor Sobański | Start Zakopane        | 87,0   | 87,5   | 204,1  |
| 8.      | Antoni Łaciak   | LKS Skrzyczne Szczyrk | 86,0   | 85,0   | 202,0  |

W konkursie wzięło udział 24 zawodników.